# (4798) Mercator
(4798) Mercator est un astéroïde de la ceinture principale.

## Description
(4798) Mercator est un astéroïde de la ceinture principale. Il fut découvert par Eric Walter Elst le 26 septembre 1989 à l'observatoire de La Silla. Il présente une orbite caractérisée par un demi-grand axe de 2,19 UA, une excentricité de 0,109 et une inclinaison de 3,65° par rapport à l'écliptique.
Il fut nommé en hommage au cartographe flamand du XVIe siècle Gérard de Kremer, connu sous le nom latinisé de Gerardus Mercator.

## Compléments